# Kungshall
Kungshalls läge fastställdes i Karlskronas befästningsplan från år 1683 och bastionen uppfördes strax därefter. Den fungerade som befästning under ett sekel. 1787–1792 byggdes uppe på bastionen ett lakegodsmagasin och det stora Kungshallsmagasinet med slakteri och magasinering av saltat kött och specerier. Salutstationen på bastionen ingår i ett av Sveriges tre fasta batterier där nationella hyllningssaluter avfyras. De fyra salutkanonerna är av typ 57 mm snabbskjutande kanon m/98B.

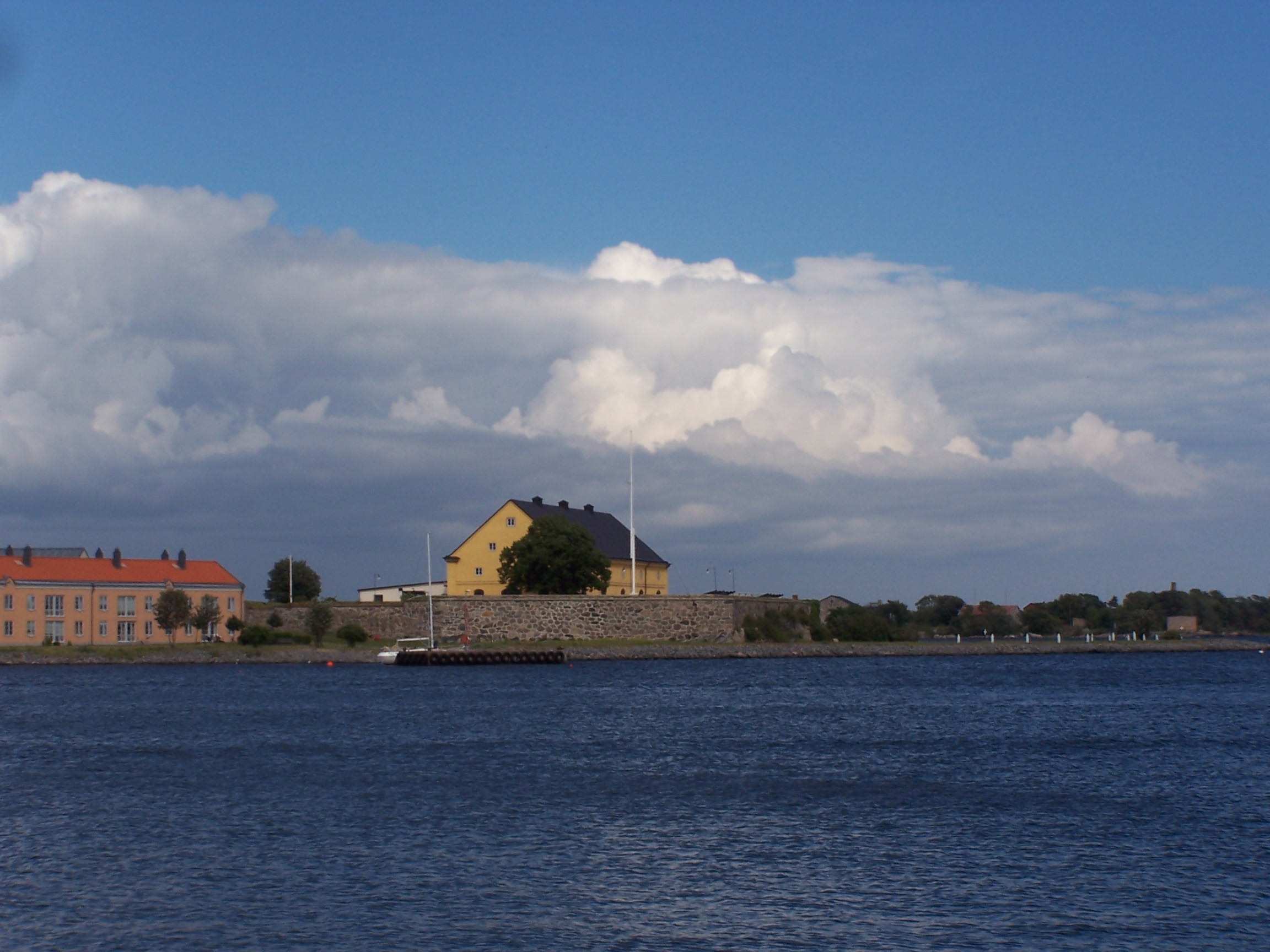
Bastion Kungshall
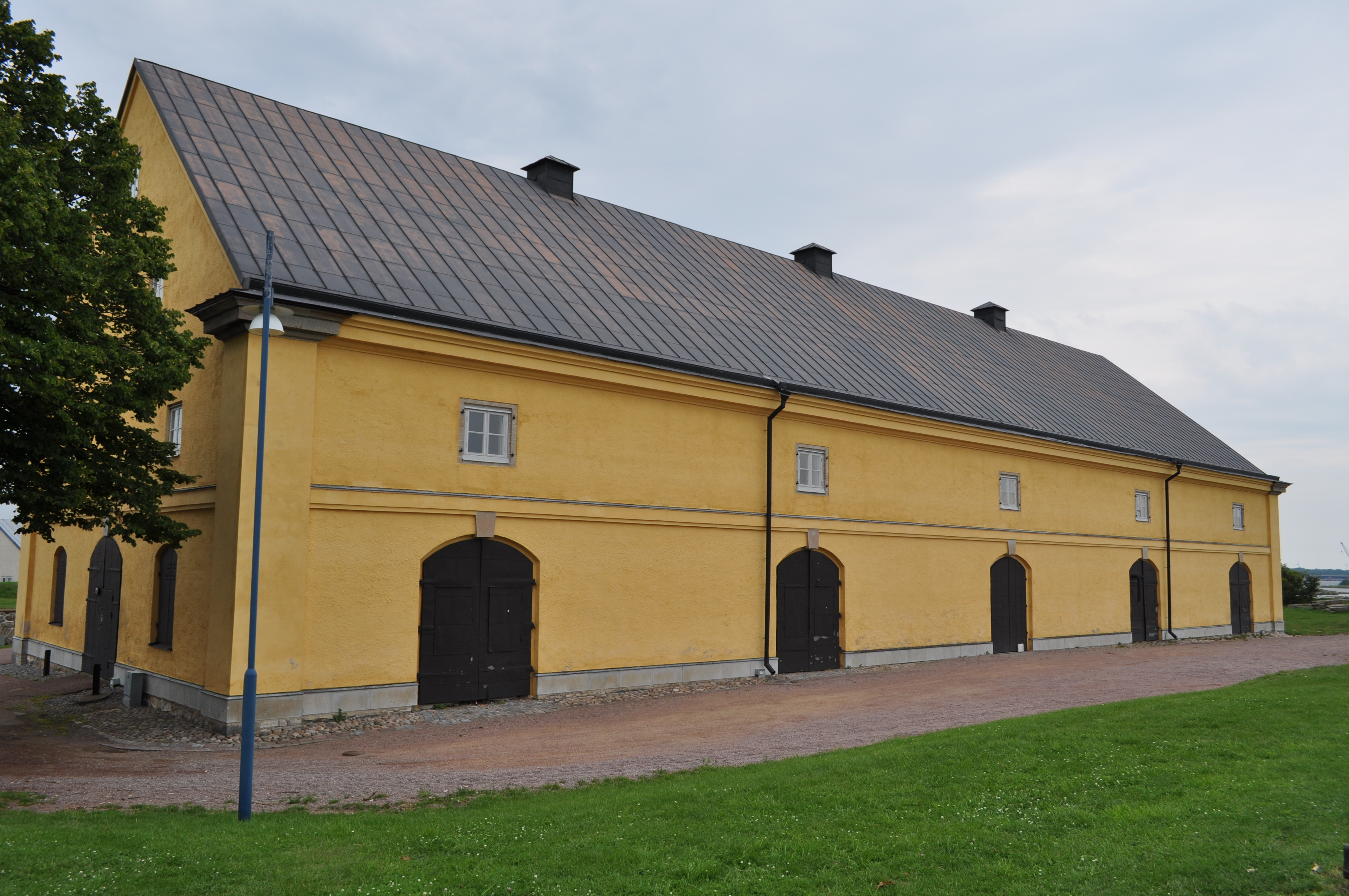
Kungshallsmagasinet
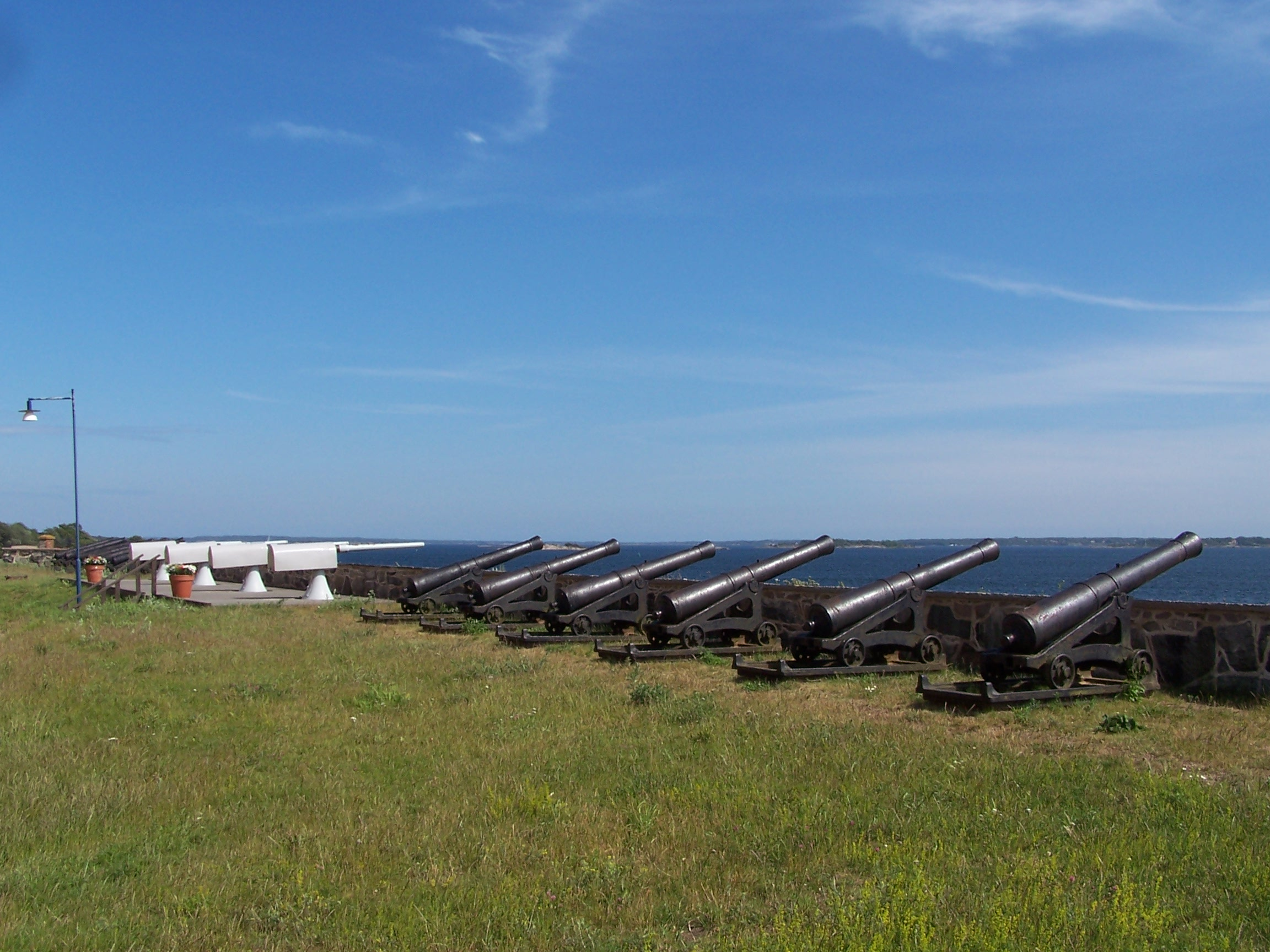
Salutkanonerna